# Benzoesav-anhidrid
A benzoesav-anhidrid szerves vegyület, képlete (C6H5CO)2O. A benzoesav savanhidridje, a legegyszerűbb szimmetrikus aromás savanhidrid. Fehér színű szilárd anyag.

## Előállítása és reakciói
Általában benzoesavból állítják elő vízelvonással, például ecetsav-anhidrid felhasználásával:
2 C6H5CO2H  + (CH3CO)2O  → (C6H5CO)2O  +  2 CH3CO2H
További lehetőség a nátrium-benzoát benzoil-kloriddal történő kezelése, de a benzoesav hő hatására történő dehidratációjával is előállítható.
Felhasználható a benzoesav észtereinek kényelmes előállításához:
(C6H5CO)2O  +  ROH  →  C6H5CO2H  +  C6H5CO2R

## Fordítás
Ez a szócikk részben vagy egészben  a   Benzoic anhydride című angol Wikipédia-szócikk ezen változatának fordításán alapul.  Az eredeti cikk szerkesztőit annak laptörténete sorolja fel. Ez a jelzés csupán a megfogalmazás eredetét és a szerzői jogokat jelzi, nem szolgál a cikkben szereplő információk forrásmegjelöléseként.